# Аленников, Николай Сергеевич
Николай Сергеевич Аленников (Алейников) (1813 — 10 октября 1888) — русский предприниматель, служащий волжской пароходной компании «Меркурий» в Нижнем Новгороде. Позже — управляющий компанией в этом городе. Также работал присяжным поверенным, директором Владикавказской железной дороги. Был знакомым Тараса Шевченко.

## Биография
В 1840-х служил чиновником канцелярии Комитета министров. 
Николай Аленников был одним из основателей пароходного общества «Русалка» в июле 1856 года. Меньше чем через год предприятие было поглощено более крупным обществом «Меркурий», которое с 1859 года превратилось в компанию «Кавказ и Меркурий».
Работал заведующим кабестанного (погрузо-разгрузочного) парохода, помощником управляющего пароходства по пассажирским перевозкам. В начале 1860-х годов возглавил нижегородскую контору компании «Кавказ и Меркурий» и вошёл в её совет директоров.
Позже работал присяжным поверенным, директором Владикавказской железной дороги (Закавказских железных дорог). В 1880-х — и.о. вице-председателя Управления казённых железных дорог.
Тарас Шевченко познакомился с Аленниковим в Нижнем Новгороде, встречался с ним и в Петербурге в 1858—1860 годах. Аленников познакомил Шевченко с нелегальной литературой. Поэт вспоминал Аленникова в «Дневнике» под фамилией «Олейников». 9 января 1858 года Шевченко нарисовал портрет Аленникова, который не сохранился.
Аленников увлекался театром и литературой, интересовался произведениями запрещённой поэзии. Он записал со слов М. С. Щепкина басню «Помойная яма» Дмитрия Ленского, направленную против Александра II, которая была опубликована только полтора года спустя в Лондоне в «Полярной звезде на 1859 год». От него Шевченко получил стихотворение В. Курочкина на смерть Беранже; в печати оно появилось лишь через несколько месяцев — в мае 1858 года, в книге «Русского вестника».
Учился у Тимофея Грановского, ценил творчество Герцена, общался с Лонгином Пантелеевым, который упоминал его в воспоминаниях. Однако мемуарист говорил, что Аленников «не считался в нашем кружке человеком подходящим». Аленников принимал участие в нелегальных собраниях «Земли и воли», затем поддерживал связи с членами «Народной воли».
Имел ранг коллежского секретаря, а позже — титулярного советника.
Умер 10 октября 1888 года, по версии Пантелеева, покончил жизнь самоубийством (однако мемуарист точной даты не называл). В газетных сообщениях причиной самоубийства называли разорение. Был похоронен на Новодевичьем кладбище в Санкт-Петербурге; могила не сохранилась.